# Peter av Konstantinopel
Peter av Konstantinopel (Pierre de Courtenay), död 1219, var latinsk monark av Konstantinopel. Han var kejsare i det latinska kejsardömet från 1216 till 1217. 
Peter var son till en fransk greve, och var son svåger till 1216 avlidne latinske kejsaren Henrik av Flandern närmaste arvinge till dennes värdighet, kröntes 1217 i Rom och begav sig över till Durazzo för att ta sitt betryckta rike i besittning. Han tillfängatogs dock av en fientligt sinnad despot och avrättades. Hans söner Robert och Balduin blev efter hans död latinska kejsare.